# Reinhard Genzel
Reinhard Genzel ForMemRS (tiếng Đức: [ˈɡɛntsl̩]; (sinh ngày 24 tháng 3 năm 1952 tại Bad Homburg vor der Höhe, Đức) là một nhà vật lý thiên văn người Đức. Ông là đồng giám đốc của Viện Vật lý ngoài Trái Đất Max Planck, giáo sư tại LMU, giáo sư danh dự tại Đại học California, Berkeley. Ông cùng với Andrea Ghez và Roger Penrose đã được trao Giải Nobel Vật lý năm 2020.

## Tiểu sử
Genzel học vật lý tại Đại học Freiburg và Đại học Bonn, nơi ông thực hiện bằng Tiến sĩ vào năm 1978 và cùng năm đó, ông làm luận án Tiến sĩ về thiên văn vô tuyến tại Viện Max Planck về Thiên văn vô tuyến. Sau đó, ông làm việc tại Trung tâm Vật lý Thiên văn Harvard-Smithsonian ở Cambridge, Massachusetts. Sau đó, ông là Nghiên cứu sinh của Miller từ năm 1980 đến năm 1982, đồng thời là Phó Giáo sư và Giáo sư chính thức tại Khoa Vật lý tại Đại học California, Berkeley từ năm 1981. Ông trở thành Thành viên Khoa học của Max-Planck-Gesellschaft vào năm 1986, và là giám đốc của Viện Max Planck về Vật lý ngoài Trái Đất ở Garching và giảng dạy tại Ludwig-Maximilians-Universität München, nơi ông là Giáo sư danh dự từ năm 1988. Kể từ năm 1999, ông cũng được bổ nhiệm làm Giáo sư Toàn diện tại Đại học California, Berkeley. Ông cũng là người trong hội đồng tuyển chọn cho Giải thưởng Shaw về thiên văn học.

## Công việc
Reinhard Genzel nghiên cứu thiên văn học tia hồng ngoại và dưới milimét, đồng thời ông và nhóm nghiên cứu của ông đang tích cực phát triển thiết bị đo đạc trên mặt đất và không gian tiền phương cho nghiên cứu thiên văn của họ. Nhóm là những người đầu tiên theo dõi chuyển động của các ngôi sao ở trung tâm Dải Ngân hà (xem Nhân Mã A *) cho thấy chúng đang quay quanh một vật thể rất lớn, có thể là một lỗ đen. Genzel cũng tích cực trong các nghiên cứu về sự hình thành và tiến hóa của các thiên hà.
Vào tháng 7 năm 2018, Reinhard Genzel và cộng sự đã báo cáo rằng S2 quay quanh quỹ đạo Sgr A * đã được ghi lại ở 7.650 km / s hoặc 2,55% tốc độ ánh sáng dẫn đến phương pháp tiếp cận củng điểm vào tháng 5 năm 2018 ở khoảng 120 AU ≈ 1400 bán kính Schwarzschild từ Sgr A *. Điều này cho phép họ kiểm tra sự dịch chuyển đỏ dự đoán bởi Thuyết tương đối rộng ở vận tốc tương đối tính, tìm ra sự xác nhận bổ sung cho lý thuyết.